# キングジェームズ
キングジェームズ (King James) はアメリカ合衆国のサラブレッドの競走馬。1900年代後半のアメリカ競馬界を席巻し、のちに種牡馬としてヒムヤー系を後世に遺した。

## 経歴
1905年にジョン・エドワード・マッデンが生産した競走馬で、父はケンタッキーダービー優勝馬プローディトで、母アンサイトリーと同じく祖先にヒムヤーを持つ馬であった。ストライドが非常に不格好であったらしく、これによって競走能力が大きく削がれていたとされている。
マッデン本人によって調教され、1907年に競走馬としてデビューした。この年に同じくデビューした馬にコリン、ケルト、フェアプレイがおり、キングジェームズはこの後しばらくこの面々と対戦を重ねることになる。2歳時はこれらに混じってトレモントステークスで勝利しているが、12戦全勝のコリンに比べると大きな戦果ではなかった。
1908年の3歳シーズンもやはりコリンは大きな壁となり、ウィザーズステークス・ベルモントステークスではともに3着に敗れている。さらにコリンが故障によって離脱した後もケルトやフェアプレイ、バロットらが前に立ち塞がり、ローレンスリアライゼーションステークスやブルックリンダービー、サバーバンハンデキャップなどの主要競走でいつも2着・3着に終わっていた。結果、3歳時のステークス勝鞍はアニュアルチャンピオンステークスのみであった。
しかし1909年の4歳シーズンに入ると、キングジェームズは前年とは逆に多くの勝鞍を挙げるようになった。シーズン前、キングジェームズはサミュエル・C・ヒルドレスによって購入され、所有者および調教師が変更された。このヒルドレス所有のもと、キングジェームズはカリフォルニアから始動し、現地で3勝を挙げた後に東海岸に戻ってきた。すでにかつての天敵らはおらず、ブルックリンハンデキャップやメトロポリタンハンデキャップに勝って猛威をふるった。さらにはカナダのトロントハンデキャップなどいくつものハンデキャップ競走で優勝を重ね、12戦して10勝、2着2回というほぼ完璧な戦績を残した。後年、キングジェームズはこの年の戦績からアメリカ最優秀ハンデキャップ牡馬に評価されている。
5歳時はトロントハンデキャップの連覇や、シープスヘッドベイハンデキャップ勝ちなどを収めている。6歳以降になると目立った勝鞍もなくなったが、堅実に走り続け、7歳になった1912年に引退、種牡馬入りした。

## 引退後
引退後は、ヘンリー・T・オックスナードの所有するブルーリッジファームに繋養された。
生涯で158頭の産駒を出し、うち10頭がステークス勝ち馬になっている。代表的な産駒に、カナダを主戦場としたマイディア（1917年生・牝馬）がいる。同馬はトロントオータムカップなどに優勝し、その後も7歳まで95戦をタフにこなして89,974ドルを稼ぎあげた。また、1913年生のスパーはウィザーズステークスやトラヴァーズステークスに優勝した。スパーは種牡馬としてもスティングなどのステークス勝ち馬を輩出した。

### 主な産駒
- マイディア - 1917年生・牝馬。トロントオータムカップなど。
- スパー - 1913年生・牡馬。ウィザーズステークスなど。
- キングナディ - 1922年生・牡馬。ラトニアハンデキャップ。
- プリンスジェームズ - 1918年・牡馬。アケダクトハンデキャップなど。
- ティックリッシュ - 1916年生・牡馬。フリートウィングハンデキャップなど。

### 母父としての主な産駒
- ダークシークレット - 1929年生・牡馬。父フライングエボニー。ジョッキークラブゴールドカップステークス勝ちなど。
- モナベル - 1935年生・牝馬。父オシリス。ブリーダーズステークス勝ちなど。
- アイリベル - 1942年生・牝馬。父オシリス。繁殖牝馬としてクイーンズプレート優勝馬カナディアーナを出す。

## 評価

### 主な勝鞍
1907年（2歳）
トレモントステークス
3着 - ダブルイベントステークス（分割・第2競走）
1908年（3歳）
アニュアルチャンピオンステークス
2着 - ブルックリンダービー、サバーバンハンデキャップ、トラヴァーズステークス、センチュリーハンデキャップ、ローレンスリアライゼーションステークス、ファーストスペシャルステークス
3着 - ベルモントステークス、ウィザーズステークス、コニーアイランドジョッキーカップ、エンパイアシティハンデキャップ
1909年（4歳） 12戦10勝
ブルックリンハンデキャップ、メトロポリタンハンデキャップ、トロントハンデキャップ、バーンズハンデキャップ、イーストレイクハンデキャップ、カリフォルニアハンデキャップ、スピードハンデキャップ、オーシャンハンデキャップ、オムニウムハンデキャップ
2着 - ツインシティハンデキャップ
1910年（5歳）
トロントハンデキャップ（連覇）、シープスヘッドベイハンデキャップ、ヴァンコートランドハンデキャップ、ブライトンマイル
2着 - アドヴァンスハンデキャップ、コモンウェルスハンデキャップ
3着 - ブルックデールハンデキャップ

### 年度代表馬
- 1909年 - アメリカ最優秀ハンデキャップ牡馬

## 血統表
| キングジェームズの血統（プローディト系（ヒムヤー系） / Himyar 2x3=37.50%、 Stockwell 4x5=9.38%、 Pocahontas 5x5=6.25%） | キングジェームズの血統（プローディト系（ヒムヤー系） / Himyar 2x3=37.50%、 Stockwell 4x5=9.38%、 Pocahontas 5x5=6.25%） | キングジェームズの血統（プローディト系（ヒムヤー系） / Himyar 2x3=37.50%、 Stockwell 4x5=9.38%、 Pocahontas 5x5=6.25%） | （血統表の出典）        | （血統表の出典）  |
| 父 Plaudit 1895 青鹿毛 アメリカ                                                                                         | 父の父Himyar 1875 鹿毛 アメリカ                                                                                         | Alarm | Eclipse II              | Eclipse II        |
| 父 Plaudit 1895 青鹿毛 アメリカ                                                                                         | 父の父Himyar 1875 鹿毛 アメリカ                                                                                         | Alarm | Maud                    |                   |
| 父 Plaudit 1895 青鹿毛 アメリカ                                                                                         | 父の父Himyar 1875 鹿毛 アメリカ                                                                                         | Hira | Lexington               | Lexington         |
| 父 Plaudit 1895 青鹿毛 アメリカ                                                                                         | 父の父Himyar 1875 鹿毛 アメリカ                                                                                         | Hira | Hegira                  |                   |
| 父 Plaudit 1895 青鹿毛 アメリカ                                                                                         | 父の母Cinderella 1885 鹿毛 イギリス                                                                                     | Tomahawk | King Tom                | King Tom          |
| 父 Plaudit 1895 青鹿毛 アメリカ                                                                                         | 父の母Cinderella 1885 鹿毛 イギリス                                                                                     | Tomahawk | Mincemeat               |                   |
| 父 Plaudit 1895 青鹿毛 アメリカ                                                                                         | 父の母Cinderella 1885 鹿毛 イギリス                                                                                     | Manna | Brown Bread             | Brown Bread       |
| 父 Plaudit 1895 青鹿毛 アメリカ                                                                                         | 父の母Cinderella 1885 鹿毛 イギリス                                                                                     | Manna | Tartlet                 |                   |
| 母 Unsightly 1897 鹿毛 アメリカ                                                                                         | 母の父Pursebearer 1879 鹿毛 イギリス                                                                                    | Scottish Chief | Lord of the Isles       | Lord of the Isles |
| 母 Unsightly 1897 鹿毛 アメリカ                                                                                         | 母の父Pursebearer 1879 鹿毛 イギリス                                                                                    | Scottish Chief | Miss Ann                |                   |
| 母 Unsightly 1897 鹿毛 アメリカ                                                                                         | 母の父Pursebearer 1879 鹿毛 イギリス                                                                                    | Thrift | Stockwell               | Stockwell         |
| 母 Unsightly 1897 鹿毛 アメリカ                                                                                         | 母の父Pursebearer 1879 鹿毛 イギリス                                                                                    | Thrift | Braxey                  |                   |
| 母 Unsightly 1897 鹿毛 アメリカ                                                                                         | 母の母Hira Villa 1891 鹿毛 アメリカ                                                                                     | Himyar | Alarm                   | Alarm             |
| 母 Unsightly 1897 鹿毛 アメリカ                                                                                         | 母の母Hira Villa 1891 鹿毛 アメリカ                                                                                     | Himyar | Hira                    |                   |
| 母 Unsightly 1897 鹿毛 アメリカ                                                                                         | 母の母Hira Villa 1891 鹿毛 アメリカ                                                                                     | Tolima | Glen Athol              | Glen Athol        |
| 母 Unsightly 1897 鹿毛 アメリカ                                                                                         | 母の母Hira Villa 1891 鹿毛 アメリカ                                                                                     | Tolima | Maggie Morgan F-No.12-b |                   |

## 備考
1. ↑  コリンは引退し、フェアプレイはこの年イギリスへと移籍している。